# 渣打臺北公益馬拉松
渣打臺北公益馬拉松（英語：Standard Chartered Taipei Charity Marathon）是於中華民國臺北市舉行的马拉松賽，賽事2014年創辦，為渣打集團在全球冠名贊助的九場城市路跑賽之一。曾因2019冠狀病毒病疫情停辦兩屆，2023年復辦。
渣打臺北公益馬拉松是臺灣眾多路跑賽當中，首創凡提出世界田径標籤路跑賽或有國際馬拉松暨長跑協會賽道丈量之參賽證明，經審核通過者可提早起跑的賽事。

## 賽事沿革
首屆渣打臺北公益馬拉松於2014年2月23日舉辦，共計36,000位參賽者；同年9月，渣打國際商業銀行獲頒中華民國教育部體育署體育推手獎贊助類金質獎。
自2019年賽事起，渣打臺北公益馬拉松規劃「向跑界傳奇人物致敬」的主題，並與施華洛世奇合作設計完賽獎牌，致敬人物分別為：凱薩琳·斯威策、史蒂芬·普雷馮丹、大迫傑。

## 賽事資訊
| 2014                                       | 不適用                          | 不適用        |               |
| 2015                                       | 不適用                          | 不適用        |               |
| 2016                                       | 不適用                          | 不適用        |               |
| 2017                                       | 不適用                          | 不適用        |               |
| 2018                                       | 不適用                          | 任家萱        | [ 9 ]         |
| 2019                                       | 無所畏懼 Be Fearless            | 蔡依林        | [ 10 ]        |
| 2020                                       | 我，勇不設限 Without Limits     | 蔡依林        | [ 11 ] [ 12 ] |
| 2021年、2022年賽事因2019冠狀病毒病疫情停辦 |                                 |               |               |
| 2023                                       | 勇往直前 Go Forward             | 陳彥博 王麗雅 | 活動海報      |
| 2024                                       | 一起去跑步 Run Together         | 宇宙人        | 活動海報      |
| 2025                                       | 改變，從跑步開始 Run for Change | 理想混蛋      | 活動海報      |

### 路線
馬拉松、半程馬拉松、13公里三組的賽道起點皆是凱達格蘭大道，在繞行中正紀念堂一圈後途經數條臺北市重要交通幹道（中山南北路、北安路、堤頂大道等），從塔悠路進入河濱公園賽段，終點設在大佳河濱公園堤外平面停車場（大直橋下）。
FUN RUN組（2.5公里）由大佳河濱公園噴泉戲水區出發，到中山橋下折返回大佳河濱公園網球場。

### 競賽項目
賽事分組以及完賽限時如下表列：
| 馬拉松組 | 半程馬拉松組 | 13公里組 | FUN RUN組 |
| -------- | ------------ | -------- | --------- |
| 6小時    | 3小時50分鐘  | 2小時    | 30分鐘    |

#### 其他規範
- 半程馬拉松組、挑戰組亦開放組隊接力型式參賽。[註 2]

### 大會紀錄
渣打臺北公益馬拉松目前的大會紀錄保持者如下：
馬拉松
- 男： Moses Kiptoo（肯尼亚），2小時16分21秒，2014年
- 女： Nancy Joan Rotich（肯尼亚），2小時41分35秒，2015年

半程馬拉松
- 男： Solomon Kipyego Keter（肯尼亚），1小時05分27秒，2014年
- 女： 傅淑萍（中華民國），1小時16分01秒，2016年

13公里
- 男： 李奇儒（中華民國），41分51秒，2019年
- 女： 張芷瑄（中華民國），49分40秒，2019年

## 備註
1. ↑  渣打銀行冠名的其他八場賽事分別位於：香港、新加坡、奈洛比、吉隆坡、福克兰群岛及澤西。
2. ↑  半程馬拉松組僅限企業以公益捐贈報名，2至4人為一隊；挑戰組報名資格不限，6人為一隊。

## 圖集

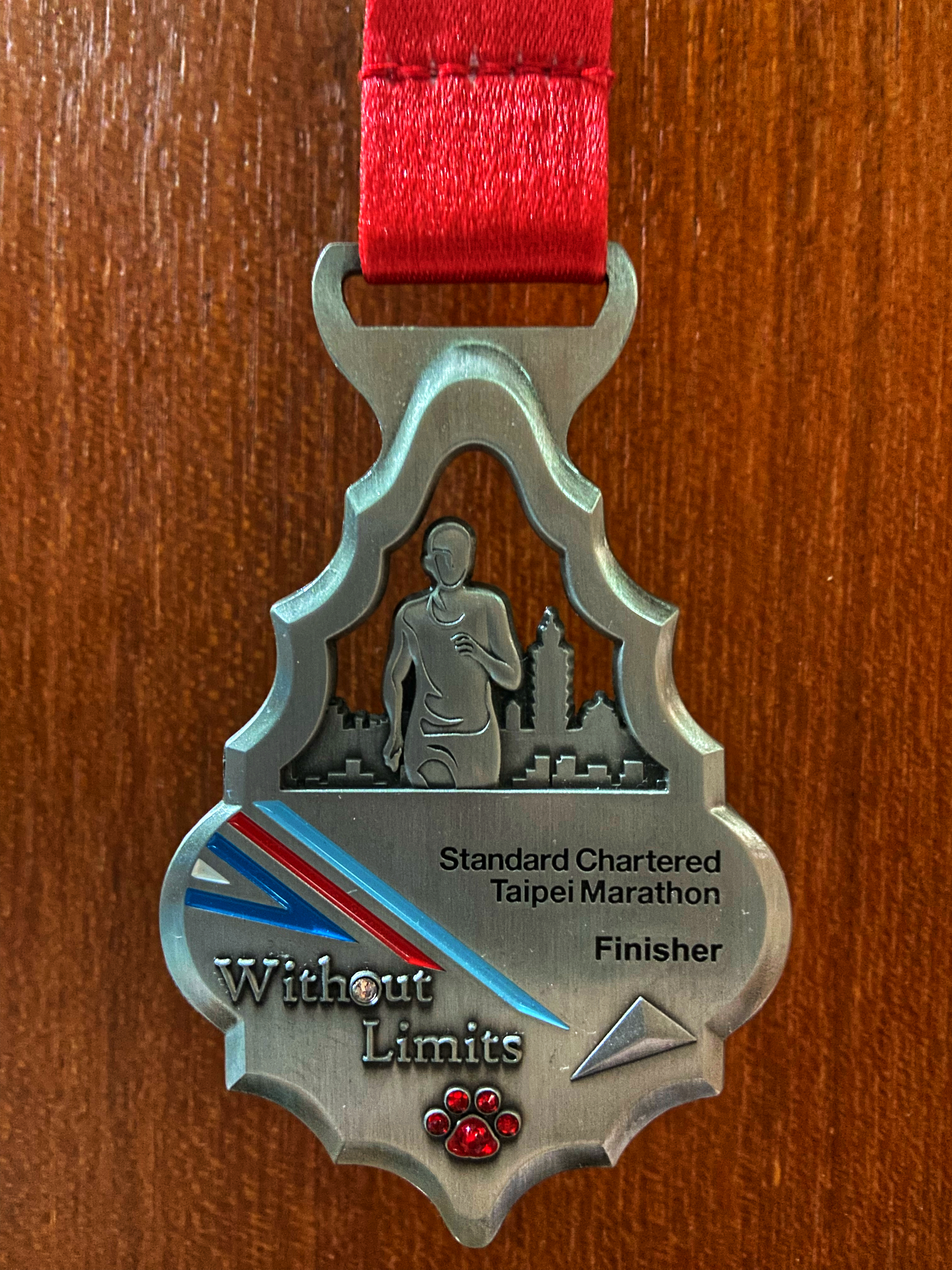
2020年比賽13公里挑戰組完賽獎牌－正面
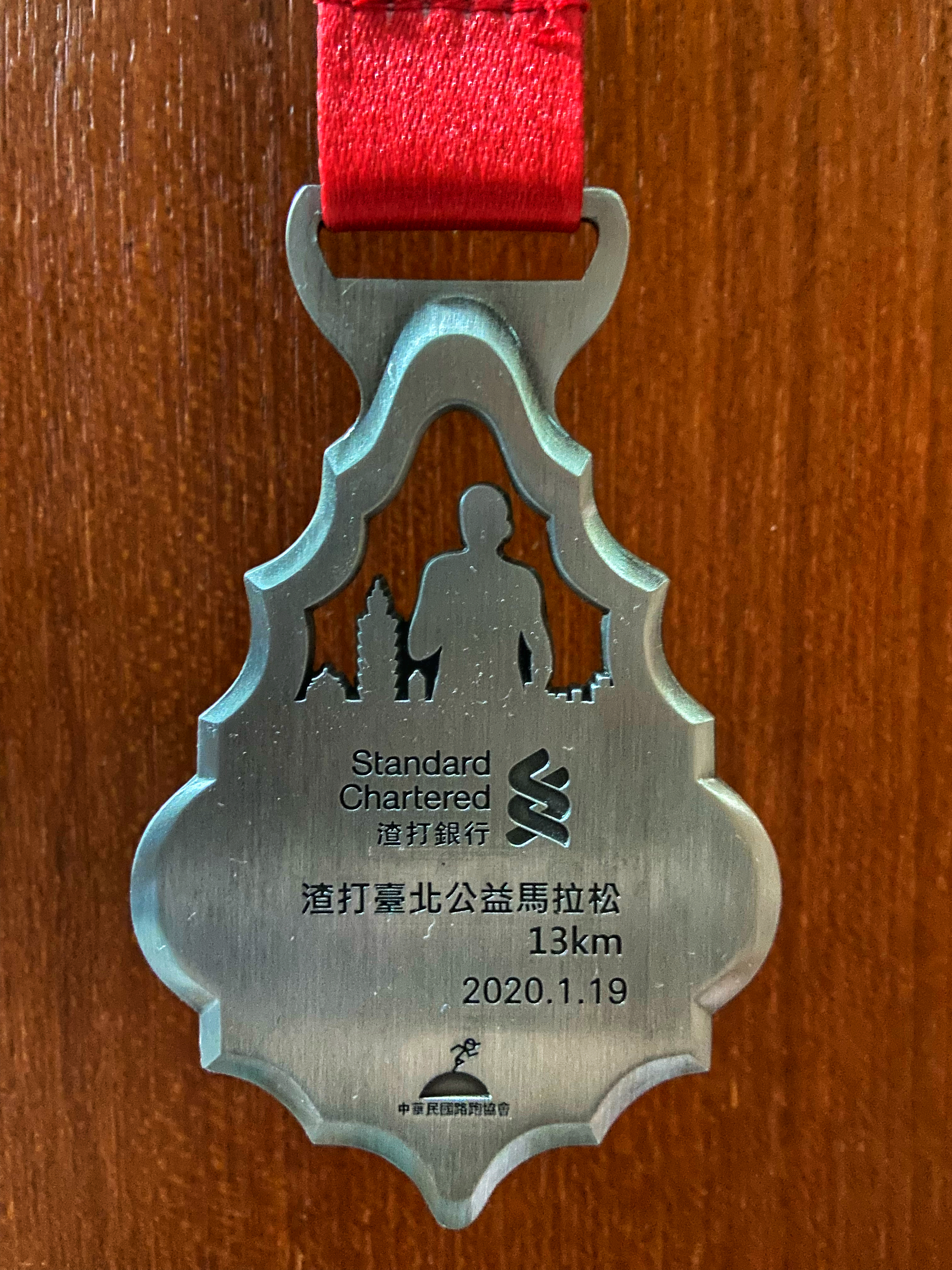
2020年比賽13公里挑戰組完賽獎牌－反面
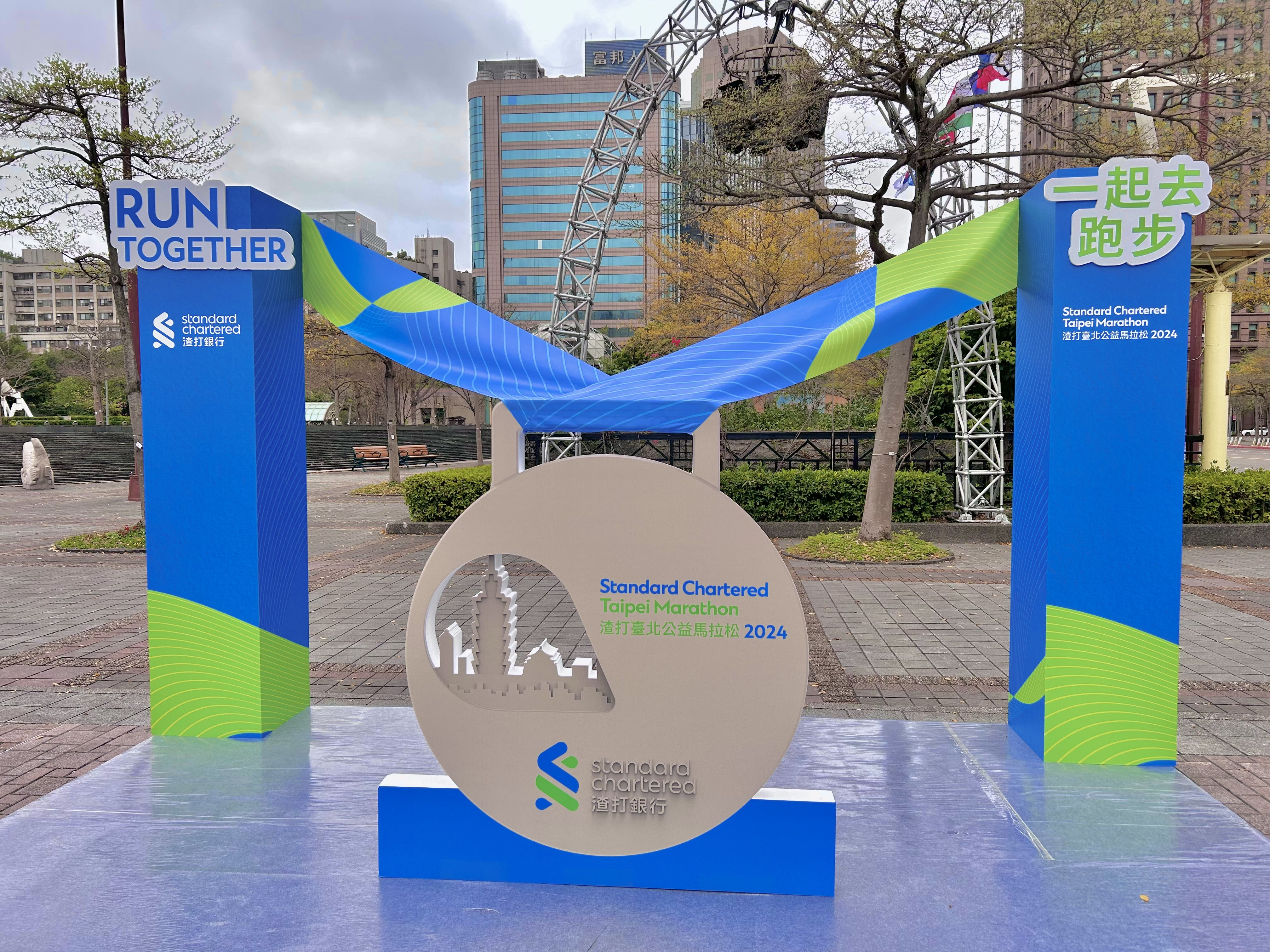
2024年比賽完賽獎牌裝置藝術